# Son Ye-jin
Đây là một tên người Triều Tiên, họ là Son.
Son Ye-jin (tiếng Hàn: 손언진; sinh ngày 11 tháng 1 năm 1982) là một nữ diễn viên người Hàn Quốc. Cô được khán giả biết đến qua các bộ phim điện ảnh và truyền hình lãng mạn như Cổ điển (2003), Hương mùa hè (2003), Một thời để nhớ (2004) và Tuyết tháng tư (2005). Cô được giới chuyên môn đánh giá cao về kỹ năng diễn xuất nhờ lối diễn xuất đa dạng trong nhiều thể loại vai diễn khác nhau, lột tả được sâu sắc những diễn biến tâm lý của nhân vật ở nhiều khía cạnh với những vai diễn tâm lý nặng, đặc biệt là trong Cô đơn trong tình yêu (2006), My Wife Got Married (2008), The Pirates (2014), Tội ác ẩn giấu và Nàng công chúa cuối cùng (2016). Những bộ phim truyền hình mà cô tham gia gần đây nhất là Chị đẹp mua cơm ngon cho tôi (2018) và Báo động khẩn, tình yêu hạ cánh (2019–2020).

## Tiểu sử
Son Ye-jin sinh ra tại Hàn Quốc với tên khai sinh là Son Eon-jin (손언진) trong gia đình cô còn có một chị gái.
Năm 1999, cô được giới thiệu với các công ty giải trí và tham gia đóng những quảng cáo đầu tiên. Ngoài ra, cô cũng đi từ quê nhà Daegu lên Seoul để học các lớp diễn xuất 1 tuần 1 buổi. Năm 2000, cô chuyển đến Seoul để học khoa Điện ảnh của Học viện Nghệ thuật Seoul (Seoul Institute of the Arts).

## Sự nghiệp

### 2000–2005: Khởi đầu và nổi tiếng tại Đông Á
Son Ye-jin từng là người lồng tiếng cho Jung Mi-jo trong bộ phim Secret Tears của Park Ki-hyung vào năm 2000, sau đó tiếp tục đảm nhận vai chính trong các bộ phim truyền hình như Delicious Proposal, Sun-hee and Jin-hee, và Great Ambition. Vai diễn nổi tiếng đầu tiên của cô trong phim điện ảnh là trong Chi-hwa-seon của Im Kwon-taek, được trình chiếu tại Cannes và mang về giải Đạo diễn xuất sắc nhất năm 2002.
Thành công lớn nhất trong sự nghiệp ban đầu của cô là bộ phim Lovers' Concerto và The Classic. Cả hai đều là những bộ phim nổi tiếng ở Hàn Quốc, và đặc biệt là The Classic đóng cùng Cho Seung Woo và Jo In Seong — tác phẩm của đạo diễn Kwak Jae-yong, người đã từng gây tiếng vang với phim điện ảnh hài tình cảm kinh điển của Hàn Quốc cách đó ít năm - My Sassy Girl. Tác phẩm sau công chiếu đã nhận được sự chú ý rộng rãi ở các khu vực như Hồng Kông và Trung Quốc đại lục, và đưa Son Ye-jin nổi tiếng tại Đông Á. Son Ye-jin tiếp tục củng cố địa vị của mình như một ngôi sao Hallyu (Làn sóng Hàn Quốc) vào năm 2003 bằng cách đảm nhận vai chính trong bộ phim truyền hình Summer Scent, phần thứ ba trong tuyển tập phim bộ Bốn mùa - Endless Love do đạo diễn Yoon Seok-ho chỉ đạo.
Hai bộ phim tiếp theo của cô cũng đạt được thành công vang dội ở Đông Á, như A Moment to Remember, dựa trên bộ phim nổi tiếng của Nhật Bản, lập kỷ lục phòng vé ở Nhật và bán được hơn 2 triệu vé ở Hàn Quốc, bên cạnh đó, April Snow do cô đóng chính với siêu sao Bae Yong-joon, cũng trở nên nổi tiếng ở Nhật Bản. Tác phẩm này cũng chính là bước ngoặc cho sự nghiệp của ngọc nữ khi cô "trở mình" không còn đóng khung trong hình ảnh trong sáng ngây thơ dễ thương đã từng xây dựng ở những tác phẩm trước đó. Mặc dù vậy, Son Ye-jin, người đã được khán giả biết đến với hình ảnh trong sáng và ngây thơ trong các bộ phim của cô như The Classic và A Moment to Remember, đã được phong tặng danh hiệu "Tình đầu quốc dân" của Hàn Quốc.
Vào năm 2006, cô trở thành nữ diễn viên Hàn Quốc được trả lương cao nhất trong phim truyền hình Hàn Quốc khi được đảm bảo mức cát xê 50 triệu KRW cho mỗi tập cho vai chính trong bộ phim truyền hình Alone in Love của SBS (Hangul: 연애시대; RR: Yeon-ae Sidae; lit. "Love Generation").

### 2006–2015: Các vai diễn trong nhiều thể loại đa dạng
Son Ye-jin sau đó rũ bỏ hình tượng cô gái ngoan hiền trong các dự án tiếp theo. Cô đảm nhận các vai một kẻ lừa đảo trong The Art of Seduction, một phóng viên đầy tham vọng trong Spotlight, và một femme fatale trong Open City, và người phụ nữ đã ly hôn trong bộ phim Alone in Love. Vào năm 2008, vai diễn một người phụ nữ đa tình trong My Wife Got Married, đã mang về cho cô giải Nữ diễn viên chính xuất sắc nhất tại Blue Dragon Film Awards, và các lễ trao giải khác nhau.
Sau khi tham gia phim điện ảnh White Night, Son Ye-jin muốn thực hiện một dự án vui nhộn hơn và cô đã chọn bộ phim hài lãng mạn Personal Taste, tiếp theo là bộ phim hài lãng mạn pha lẫn yếu tố kinh dị Spellbound đã trở thành một trong những bộ phim điện ảnh có doanh thu cao nhất năm 2011 và là bộ phim hài tình cảm Hàn Quốc thành công nhất cho đến thời điểm hiện tại trong những năm gần đây.
Vào năm 2012, Son Ye-jin đóng vai chính trong bộ phim bom tấn đầu tiên The Tower, phiên bản làm lại từ bộ phim thảm họa The Towering Inferno năm 1974 của Hollywood. Cô trở lại truyền hình vào năm 2013 trong bộ phim truyền hình trả thù Shark (còn được gọi là Don't Look Back: The Legend of Orpheus), sau đó là Blood and Ties, một bộ phim kinh dị kể về một cô con gái nghi ngờ cha mình có liên quan đến một vụ bắt cóc giết người.
Son Ye-jin tái hợp với bạn diễn Kim Nam-gil của Shark trong bộ phim phiêu lưu The Pirates năm 2014, bộ phim nhận được nhiều đánh giá trái chiều nhưng lại là một thành công thương mại với hơn 8,6 triệu lượt xem khi kết thúc công chiếu và mang về cho Son Ye-jin giải Nữ diễn viên chính xuất sắc nhất tại Grand Bell Awards. The Pirates là một trong những bộ phim có doanh thu cao nhất mọi thời đại tại Hàn Quốc, cùng với các phim khác của Son Ye-jin như The Tower và The Last Princess. Son Ye-jin tiếp theo đóng vai chính trong bộ phim hài đen Bad Guys Always Die cùng với nam diễn viên Đài Loan Trần Bách Lâm, bộ phim hợp tác giữa Trung Quốc và Hàn Quốc được quay tại đảo Jeju.

### 2016–nay: Sự hoan nghênh của giới phê bình và sự công nhận trên toàn cầu
Vào năm 2016, Son Ye-jin tái hợp với bạn diễn Kim Joo-hyuk của My Wife Got Married trong bộ phim kinh dị chính trị The Truth Beneath, nơi cô nhận được sự khen ngợi cho lối diễn xuất của mình. Cô đã nhận giải Nữ diễn viên chính xuất sắc nhất tại Buil Film Awards lần thứ 25 và Busan Film Critics Awards lần thứ 17 cho diễn xuất của mình. Sau đó, cô đóng vai Công chúa Deokhye trong bộ phim tiểu sử The Last Princess do đạo diễn Hur Jin-ho của April Snow chỉ đạo. Bộ phim đã nhận được nhiều đánh giá tích cực từ các nhà phê bình và tiếp tục trở thành cú hit phòng vé, thu về 40,35 triệu USD trên toàn cầu. Son Ye-jin được các nhà phê bình khen ngợi vì diễn xuất "xuất sắc" trong vai diễn của cô với "chiều sâu không thể khám phá từ những thăng trầm cảm xúc của Deokhye." và giành được nhiều giải thưởng cho lối diễn xuất của cô.
Vào năm 2018, Son Ye-jin đóng cùng So Ji-sub trong bộ phim điện ảnh tình cảm Be with You, dựa trên cuốn tiểu thuyết cùng tên của Nhật Bản. Cùng năm, Son Ye-jin trở lại màn ảnh nhỏ sau 5 năm với bộ phim truyền hình tình cảm Something in the Rain của JTBC. Bộ phim là một thành công thương mại và Son Ye-jin đã nhận được nhiều lời khen ngợi cho diễn xuất của cô. Son Ye-jin cũng đóng vai chính trong bộ phim điện ảnh kinh dị tội phạm The Negotiation, cùng với Hyun Bin, đóng vai một nhà đàm phán chuyên nghiệp làm việc để cứu con tin.

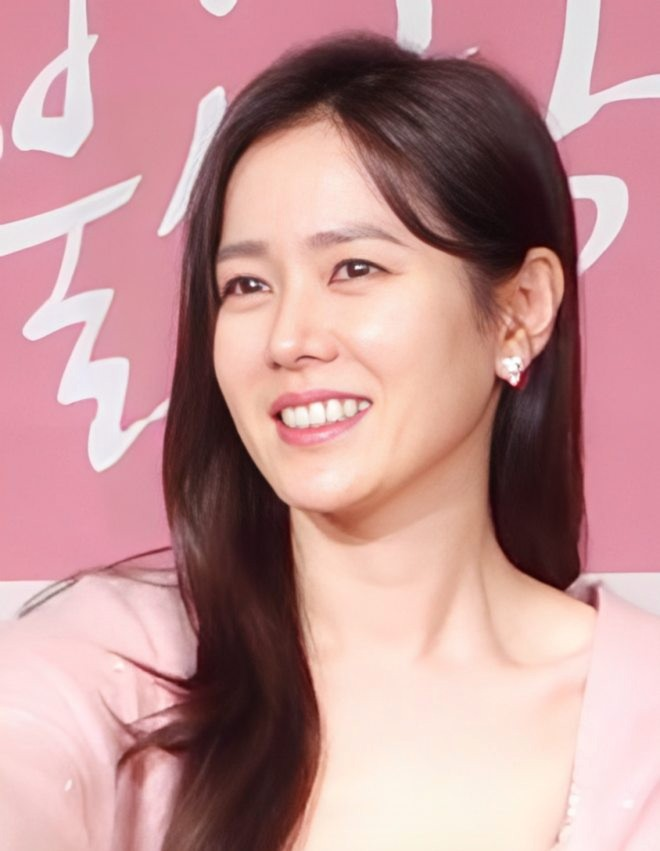
Son Ye-jin ở họp báo phim Crash Landing On You 2019

Vào năm 2019, Son Ye-jin tái hợp với Hyun Bin trong bộ phim truyền hình tình cảm ăn khách Crash Landing on You trong vai một nữ thừa kế giàu có đem lòng yêu một sĩ quan Bắc Triều Tiên. Bộ phim đã thành công rực rỡ và là bộ phim truyền hình Hàn Quốc có tỷ suất người xem cao thứ ba trong lịch sử truyền hình cáp.
Năm 2022, Son Ye-jin trở lại màn ảnh nhỏ với bộ phim truyền hình Thirty Nine trong vai một bác sĩ da liễu. Bộ phim xoay quanh cuộc sống, tình bạn, tình yêu của ba người bạn ở tuổi 39.

## Đời tư
Ngày 1 tháng 1 năm 2021, công ty quản lý của Son Ye-jin xác nhận rằng cô đang hẹn hò với nam diễn viên Hyun Bin, bạn diễn của cô trong The Negotiation (2018) và Crash Landing On You (2019–2020), kể từ năm 2020 sau khi Crash Landing On You kết thúc.
Ngày 10 tháng 2 năm 2022, Son Ye-jin và Hyun Bin tuyên bố kết hôn thông qua một bức thư được đăng tải trên tài khoản Instagram cá nhân của họ.
Ngày 31 tháng 3 năm 2022, Son Ye-jin và Hyun Bin kết hôn trước sự chứng kiến của cha mẹ và những người quen của hai bên gia đình.
Ngày 27 tháng 6 năm 2022, Son Ye Jin thông báo trên Instagram rằng mình đã mang thai con đầu lòng với ông xã Hyun Bin sau 3 tháng kết hôn.
Ngày 27 tháng 11 năm 2022, truyền thông Hàn Quốc đưa tin Son Ye Jin đã thuận lợi hạ sinh bé trai đầu lòng dù sớm hơn vài tuần so với ngày dự sinh. Công ty quản lý của nữ diễn viên lên tiếng xác nhận thông tin trên là chính xác và cho biết sức khỏe của cô cùng em bé đều ổn định.

## Danh sách phim

### Phim điện ảnh
| Năm  | Tên tiếng Anh             | Tên tiếng Hàn               | Vai diễn              | Nguồn  |
| ---- | ------------------------- | --------------------------- | --------------------- | ------ |
| 2000 | Secret Tears              | 비밀                        |                       |        |
| 2002 | Chi-hwa-seon              | 취화선                      | So-woon               | [ 9 ]  |
| 2002 | Lover's Concerto          | 연애소설                    | Shim Soo-in/Gyung-hee | [ 11 ] |
| 2003 | The Classic               | 클래식                      | Ji-hye/Joo-hee        | [ 12 ] |
| 2003 | First Love Rally          | 첫사랑 사수 궐기대회        | Ju Il-mae             | [ 64 ] |
| 2004 | A Moment to Remember      | 내 머리 속의 지우개         | Kim Su-jin            | [ 15 ] |
| 2005 | April Snow                | 외출                        | Seo-young             | [ 19 ] |
| 2005 | The Art of Seduction      | 작업의 정석                 | Han Ji-won            | [ 23 ] |
| 2007 | Yobi, the Five Tailed Fox | 천년여우 여우비             | Yobi (lồng tiếng)     | [ 65 ] |
| 2008 | Open City                 | 무방비 도시                 | Baek Jang-mi          | [ 25 ] |
| 2008 | My Wife Got Married       | 아내가 결혼했다             | Joo In-ah             | [ 29 ] |
| 2009 | White Night               | 백야행: 하얀 어둠 속을 걷다 | Yoo Mi-ho/Lee Ji-ah   | [ 66 ] |
| 2011 | Spellbound                | 오싹한 연애                 | Kang Yeo-ri           | [ 67 ] |
| 2012 | The Tower                 | 타워                        | Seo Yoon-hee          | [ 68 ] |
| 2013 | Blood and Ties            | 공범                        | Jung Da-eun           | [ 69 ] |
| 2014 | The Pirates               | 해적: 바다로 간 산적        | Yeo-wol               | [ 70 ] |
| 2015 | Bad Guys Always Die       | 나쁜놈은 반드시 죽는다      | Ji-yeon               | [ 71 ] |
| 2016 | The Truth Beneath         | 비밀은 없다                 | Kim Yeon-hong         | [ 72 ] |
| 2016 | The Last Princess         | 덕혜옹주                    | Công chúa Deokhye     | [ 73 ] |
| 2018 | Be with You               | 지금 만나러 갑니다          | Soo-ah                | [ 74 ] |
| 2018 | The Negotiation           | 협상                        | Ha Chae-yoon          | [ 75 ] |

### Phim truyền hình
| Năm  | Tên tiếng Anh           | Tên tiếng Hàn          | Vai diễn                       | Kênh |
| ---- | ----------------------- | ---------------------- | ------------------------------ | ---- |
| 2001 | Delicious Proposal      | 맛있는 청혼            | Jang Hee-ae                    | MBC  |
| 2001 | Sun-hee and Jin-hee     | 선희 진희              | Shim Sun-hee                   | MBC  |
| 2002 | Daemang: Great Ambition | 대망                   | Choi Dong-hee                  | SBS  |
| 2003 | Summer Scent            | 여름향기               | Shim Hye-won                   | KBS2 |
| 2006 | Alone in Love           | 연애시대               | Yoo Eun-ho                     | SBS  |
| 2008 | Spotlight               | 스포트라이트           | Seo Woo-jin                    | MBC  |
| 2010 | Personal Taste          | 개인의 취향            | Park Gae-in                    | MBC  |
| 2011 | Secret Garden           | 시크릿 가든            | Chính mình (khách mời, tập 20) | SBS  |
| 2013 | Shark                   | 상어                   | Jo Hae-woo                     | KBS2 |
| 2018 | Something in the Rain   | 밥 잘 사주는 예쁜 누나 | Yoon Jin-ah                    | JTBC |
| 2019 | Crash Landing On You    | 사랑의 불시착          | Yoon Se-ri                     | tvN  |
| 2022 | Thirty, Nine            | 서른 아홉              | Cha Mi-jo                      | JTBC |

### Chương trình truyền hình
| Năm  | Tên                   | Vai trò   | Kênh | Số tập          | Ngày phát sóng  |
| ---- | --------------------- | --------- | ---- | --------------- | --------------- |
| 2003 | Happy Together        | Khách mời | KBS2 | 83              | 12/6/2003       |
| 2008 | The Guru Show         | Khách mời | MBC  | 64              | 14/5/2008       |
| 2011 | Running Man           | Khách mời | SBS  | 70              | 27/11/2011      |
| 2014 | Infinite Challenge    | Khách mời | MBC  | 383, 384 và 385 | 14,21,28/6/2014 |
| 2016 | Newsroom              | Khách mời | JTBC |                 | 16/6/2016       |
| 2018 | Master in the House   | Khách mời | SBS  | 46 và 47        | 02,09/12/2018   |
| 2022 | You Quiz On The Block | Khách mời | TVN  | 142             | 16/2/2022       |

## Giải thưởng và đề cử
Son Ye Jin là nữ diễn viên trẻ tuổi nhất hiện nay đạt được thành tích "Tam đại Ảnh hậu" của Grand Slam. Với 5 lần dành được "Ảnh Hậu" của 3 giải thưởng trao giải lớn (Baeksang Art Awards, Blue Dragon Awards, Grand Bell Awards), cô luôn được các nhà phê bình và giới chuyên môn đánh giá cao. 
| Năm  | Giải thưởng                                                     | Hạng mục                                                          | Tên phim              | Kết quả   |
| ---- | --------------------------------------------------------------- | ----------------------------------------------------------------- | --------------------- | --------- |
| 2001 | MBC Drama Awards                                                | Nữ diễn viên mới xuất sắc nhất                                    | Delicious Proposal    | Đoạt giải |
| 2002 | Korean Association of Film Critics Awards lần thứ 22            | Nữ diễn viên mới xuất sắc nhất                                    | Lovers' Concerto      | Đoạt giải |
| 2002 | Blue Dragon Film Awards lần thứ 23                              | Nữ diễn viên mới xuất sắc nhất                                    | Lovers' Concerto      | Đề cử     |
| 2002 | Korean Film Awards lần thứ 1                                    | Nữ diễn viên mới xuất sắc nhất                                    | Lovers' Concerto      | Đề cử     |
| 2003 | Baeksang Arts Awards lần thứ 39                                 | Nữ diễn viên mới xuất sắc nhất                                    | The Classic           | Đoạt giải |
| 2003 | Grand Bell Awards lần thứ 40                                    | Nữ diễn viên mới xuất sắc nhất                                    | The Classic           | Đoạt giải |
| 2003 | Grand Bell Awards lần thứ 40                                    | Nữ diễn viên được yêu thích                                       | The Classic           | Đoạt giải |
| 2003 | Blue Dragon Film Awards lần thứ 24                              | Nữ diễn viên được yêu thích                                       | The Classic           | Đoạt giải |
| 2003 | Korean Film Awards lần thứ 2                                    | Nữ diễn viên mới xuất sắc nhất                                    | The Classic           | Đề cử     |
| 2003 | KBS Drama Awards                                                | Nữ diễn viên xuất sắc                                             | Summer Scent          | Đề cử     |
| 2004 | Moscow International Love Film Festival lần thứ 9               | Cặp đôi xuất sắc nhất với Jo Seung-woo                            | The Classic           | Đoạt giải |
| 2005 | Blue Dragon Film Awards lần thứ 26                              | Nữ diễn viên chính xuất sắc nhất                                  | April Snow            | Đề cử     |
| 2005 | Chunsa Film Art Awards lần thứ 13                               | Nữ diễn viên chính xuất sắc nhất                                  | April Snow            | Đề cử     |
| 2006 | Liên hoan phim châu Á - Thái Bình Dương lần thứ 51              | Nữ diễn viên chính xuất sắc nhất                                  | April Snow            | Đoạt giải |
| 2006 | Hundred Flowers Film Festival lần thứ 15                        | Nữ diễn viên chính xuất sắc nhất thể loại phim nước ngoài         | A Moment to Remember  | Đoạt giải |
| 2006 | Korea International Jewelry & Watch Fair lần thứ 4              | Nữ hoàng trang sức                                                | —                     | Đoạt giải |
| 2006 | Asia Model Festival Awards lần thứ 2                            | Giải thưởng Model Star                                            | —                     | Đoạt giải |
| 2006 | SBS Drama Awards                                                | Nữ diễn viên chính xuất sắc nhất                                  | Alone in Love         | Đoạt giải |
| 2006 | SBS Drama Awards                                                | Top 10 Stars                                                      | Alone in Love         | Đoạt giải |
| 2007 | Baeksang Arts Awards lần thứ 43                                 | Nữ diễn viên chính xuất sắc nhất (TV)                             | Alone in Love         | Đoạt giải |
| 2007 | Korea Fashion & Design Awards                                   | Giải thưởng Fashion Icon                                          | —                     | Đoạt giải |
| 2008 | Style Icon Awards lần thứ 1                                     | Style Icon - Actress                                              | —                     | Đoạt giải |
| 2008 | Style Icon Awards lần thứ 1                                     | Fun Fearless Female                                               | —                     | Đoạt giải |
| 2008 | Korea Jewelry Awards lần thứ 1                                  | Diamond Award                                                     | —                     | Đoạt giải |
| 2008 | Korea Best Dresser Awards lần thứ 25                            | Nữ diễn viên mặc đẹp nhất lĩnh vực phim điện ảnh                  | —                     | Đoạt giải |
| 2008 | Blue Dragon Film Awards lần thứ 29                              | Nữ diễn viên chính xuất sắc nhất                                  | My Wife Got Married   | Đoạt giải |
| 2008 | Blue Dragon Film Awards lần thứ 29                              | Diễn viên nổi tiếng                                               | My Wife Got Married   | Đoạt giải |
| 2008 | Blue Dragon Film Awards lần thứ 29                              | Cặp đôi xuất sắc nhất (với Kim Joo-hyuk)                          | My Wife Got Married   | Đoạt giải |
| 2008 | University Film Festival of Korea lần thứ 4                     | Nữ diễn viên chính xuất sắc nhất                                  | My Wife Got Married   | Đoạt giải |
| 2008 | Korean Film Awards lần thứ 7                                    | Nữ diễn viên chính xuất sắc nhất                                  | My Wife Got Married   | Đề cử     |
| 2009 | Baeksang Arts Awards lần thứ 45                                 | Nữ diễn viên chính xuất sắc nhất                                  | My Wife Got Married   | Đoạt giải |
| 2010 | Baeksang Arts Awards lần thứ 46                                 | Giải thưởng InStyle                                               | —                     | Đoạt giải |
| 2010 | Asia-Pacific Producer's Network (APN) Awards lần thứ 5          | Giải cho diễn viên nổi bật trong nền điện ảnh châu Á              | —                     | Đoạt giải |
| 2010 | Seoul Arts & Culture Awards lần thứ 1                           | Nữ diễn viên chính xuất sắc nhất                                  | White Night           | Đoạt giải |
| 2010 | Blue Dragon Film Awards lần thứ 31                              | Diễn viên được yêu thích nhất                                     | White Night           | Đoạt giải |
| 2012 | Baeksang Arts Awards lần thứ 48                                 | Nữ diễn viên chính xuất sắc nhất                                  | Spellbound            | Đề cử     |
| 2013 | KBS Drama Awards                                                | Nữ diễn viên xuất sắc trong phim truyền hình có độ dài trung bình | Shark                 | Đề cử     |
| 2013 | KBS Drama Awards                                                | Nữ diễn viên chính xuất sắc nhất                                  | Shark                 | Đề cử     |
| 2014 | Liên hoan Phim Viễn Tưởng Quốc tế Puchon lần thứ 18             | Giải thưởng do các nhà sản xuất điện ảnh Hàn Quốc bình chọn       | —                     | Đoạt giải |
| 2014 | Grand Bell Awards lần thứ 51                                    | Nữ diễn viên chính xuất sắc nhất                                  | The Pirates           | Đoạt giải |
| 2014 | Blue Dragon Film Awards lần thứ 35                              | Nữ diễn viên chính xuất sắc nhất                                  | Blood and Ties        | Đề cử     |
| 2014 | Actors' Night Awards                                            | Ngôi sao hàng đầu Hàn Quốc                                        | The Pirates           | Đoạt giải |
| 2015 | Max Movie Awards lần thứ 10                                     | Nữ diễn viên chính xuất sắc nhất                                  | The Pirates           | Đề cử     |
| 2015 | Baeksang Arts Awards lần thứ 51                                 | Nữ diễn viên chính xuất sắc nhất                                  | The Pirates           | Đề cử     |
| 2015 | KOPA & NIKON Press Photo Awards lần thứ 4                       | Nữ diễn viên Hàn Quốc có gương mặt ăn ảnh nhất                    | —                     | Đoạt giải |
| 2016 | Buil Film Awards lần thứ 25                                     | Nữ diễn viên chính xuất sắc nhất                                  | The Truth Beneath     | Đoạt giải |
| 2016 | Korean Association of Film Critics Awards lần thứ 36            | Nữ diễn viên chính xuất sắc nhất                                  | The Truth Beneath     | Đoạt giải |
| 2016 | Busan Film Critics Awards lần thứ 17                            | Nữ diễn viên chính xuất sắc nhất                                  | The Truth Beneath     | Đoạt giải |
| 2016 | Women in Film Korea Awards lần thứ 17                           | Nữ diễn viên chính xuất sắc nhất                                  | The Truth Beneath     | Đoạt giải |
| 2016 | Korean Film Producers Association Awards lần thứ 3              | Nữ diễn viên chính xuất sắc nhất                                  | The Truth Beneath     | Đoạt giải |
| 2016 | Blue Dragon Film Awards lần thứ 37                              | Nữ diễn viên chính xuất sắc nhất                                  | The Last Princess     | Đề cử     |
| 2016 | Blue Dragon Film Awards lần thứ 37                              | Diễn viên được yêu thích nhất                                     | The Last Princess     | Đoạt giải |
| 2016 | Grand Bell Awards lần thứ 53                                    | Nữ diễn viên chính xuất sắc nhất                                  | The Last Princess     | Đoạt giải |
| 2017 | KOFRA Film Awards lần thứ 8                                     | Nữ diễn viên chính xuất sắc nhất                                  | The Last Princess     | Đoạt giải |
| 2017 | Asian Film Awards lần thứ 11                                    | Nữ diễn viên chính xuất sắc nhất                                  | The Last Princess     | Đề cử     |
| 2017 | Baeksang Arts Awards lần thứ 53                                 | Nữ diễn viên chính xuất sắc nhất                                  | The Last Princess     | Đoạt giải |
| 2017 | Chunsa Film Art Awards lần thứ 22                               | Nữ diễn viên chính xuất sắc nhất                                  | The Truth Beneath     | Đoạt giải |
| 2018 | Baeksang Arts Awards lần thứ 54                                 | Nữ diễn viên chính xuất sắc nhất                                  | Be with You           | Đề cử     |
| 2018 | Seoul International Drama Awards lần thứ 13                     | Nữ diễn viên chính xuất sắc nhất - Hạng mục Hallyu Drama          | Something in the Rain | Đoạt giải |
| 2018 | Apan Star Awards lần thứ 6                                      | Giải thưởng lớn (Daesang)                                         | Something in the Rain | Đề cử     |
| 2018 | The Seoul Awards lần thứ 2                                      | Nữ diễn viên chính xuất sắc nhất                                  | Something in the Rain | Đề cử     |
| 2018 | The Seoul Awards lần thứ 2                                      | Nữ diễn viên chính xuất sắc nhất                                  | Be with You           | Đoạt giải |
| 2018 | Giải thưởng Văn hóa đại chúng và Nghệ thuật Hàn Quốc lần thứ 24 | Bằng khen của Thủ tướng Hàn Quốc                                  | —                     | Đoạt giải |
| 2018 | Elle Style Awards lần thứ 2                                     | Super Icon (Female)                                               | —                     | Đoạt giải |
| 2019 | Asian Television Awards lần thứ 23                              | Nữ diễn viên chính xuất sắc nhất                                  | Something in the Rain | Đề cử     |
| 2020 | Baeksang Arts Awards lần thứ 56                                 | Nữ diễn viên chính xuất sắc nhất (TV)                             | Crash Landing On You  | Đề cử     |
| 2020 | Baeksang Arts Awards lần thứ 56                                 | Nữ diễn viên được yêu thích nhất                                  | Crash Landing On You  | Đoạt giải |
| 2020 | Seoul International Drama Awards lần thứ 15                     | Nữ diễn viên chính xuất sắc nhất - Hạng mục Hallyu Drama          | Crash Landing On You  | Đoạt giải |
| 2021 | APAN Star Awards lần thứ 7                                      | Giải thưởng xuất sắc - Nữ diễn viên chính trong phim ngắn         | Crash Landing On You  | Đề cử     |
| 2021 | APAN Star Awards lần thứ 7                                      | Giải thưởng Ngôi sao KT Seezn - Hạng mục diễn viên                | Crash Landing On You  | Đoạt giải |